# Palau de Bertangles
El palau de Bertangles, també conegut com a palau de Clermont-Tonnerre (Château de Clermont-Tonnerre), es troba a la ciutat de Bertangles en el departament de Somme, regió d'Alta França.

## Història

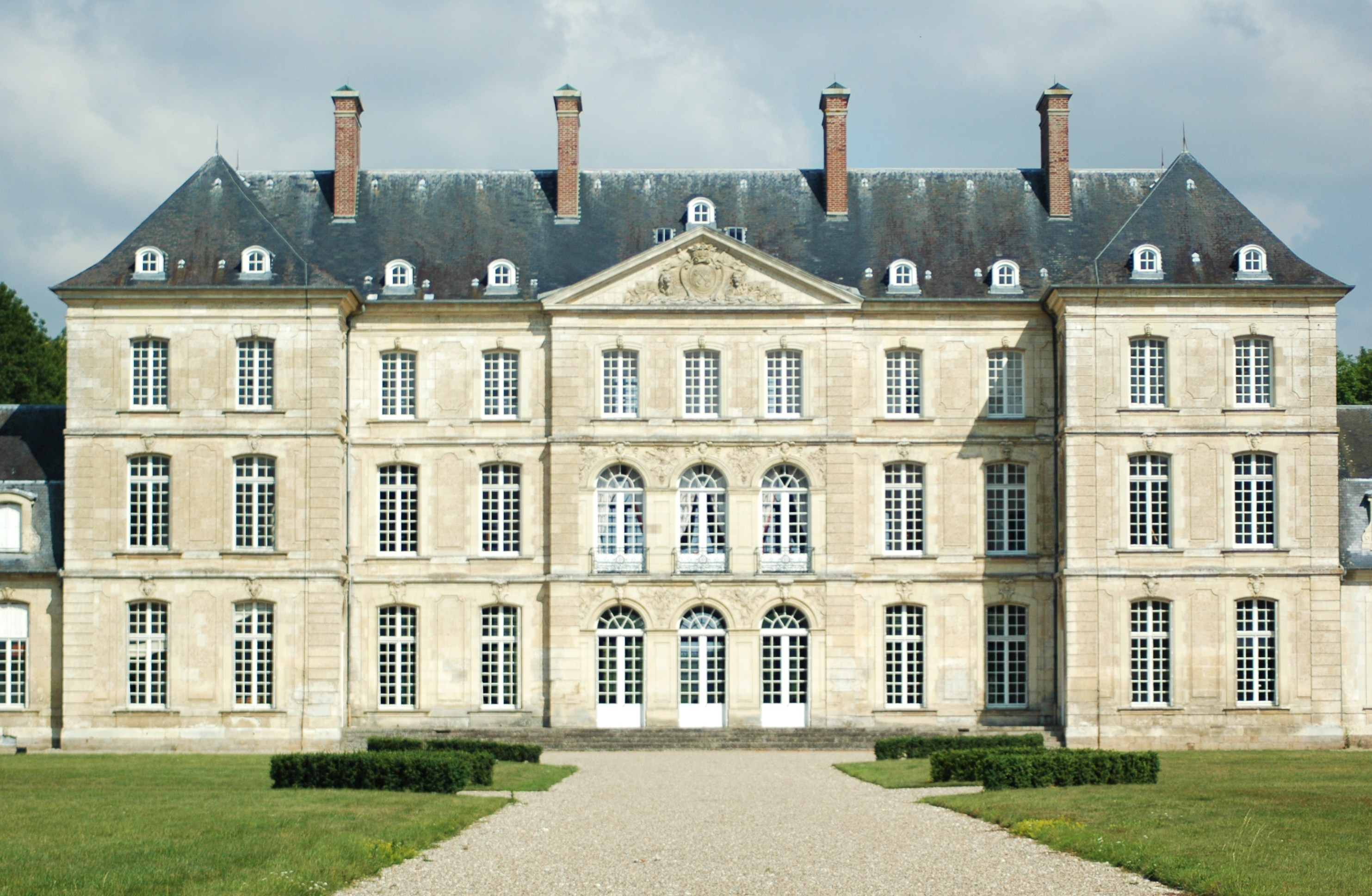
Vista de la façana principal

El senyoriu de Bertangles va passar a la família de Clermont-Tonnerre pel matrimoni de Gabrielle de Glisy amb Jacques de Clermont-Tonnerre l'any 1611.
El palau va ser construït per Germain Boffrand per al comte Louis-Joseph de Clermont-Tonnerre , per a reemplaçar l'antic edifici medieval que, reconstruït per primera vegada al començament del segle XVI, va ser restaurat després de ser incendiat pels espanyols l'any 1597 en el marc de la guerra dels Vuitanta Anys. Només va quedar d'ell el portal, que data de l'any 1625 i que dona accés a la granja, a l'oest.
En 1918, el palau va ser la seu de l'estat major australià sota el comandament del general John Monash. Aquest últim va ser nomenat cavaller pel rei Jorge V el 12 d'agost de 1918 durant una cerimònia en l'escalinata del palau.
A l'agost de 1930, un incendi va destruir l'interior i especialment les boiseries, que es van refer en els anys següents. L'escala i la seva barana de ferro forjat s'havien conservat.
Des de la carretera d'Amiens a Villers-Bocage, una avinguda d'arbres centenaris condueix a la reixa d'honor del castell, una veritable obra mestra del mestre forjador de Corbie Jean Veyren, sobrenomenat el "Vivarais" (també creador de la gran reixa i tancaments que envolten el cor de Notre-Dame d'Amiens).

## Descripció
La façana està decorada amb escultures que representen a Minerva (deessa de la saviesa, de les lletres, les ciències i les arts). Bacus decora el pavelló que acull la cuina i els cellers. En una visita es pot admirar un gran colomar, una porta monumental i un pou amb un torniquet d'aigua.